# Star X
Star X est un rail shooter développé par Graphic State et édité par Bam! Entertainment, sorti en 2002 sur Game Boy Advance. Il comprend également des phases de combat spatial en arène.

## Accueil
- Jeux vidéo Magazine : 3/20[3]